# Orchestra Sinfonica di Trondheim
L'Orchestra Sinfonica di Trondheim (in norvegese: Trondheim Symfoniorkester) è un'orchestra norvegese con sede a Trondheim, Norvegia. La sua principale sede di concerti è la Olavshallen. L'orchestra è organizzata come una società e riceve assistenza pubblica da parte del governo norvegese, la Contea di Trøndelag e il comune di Trondheim.

## Storia

### Primi anni fino alla guerra

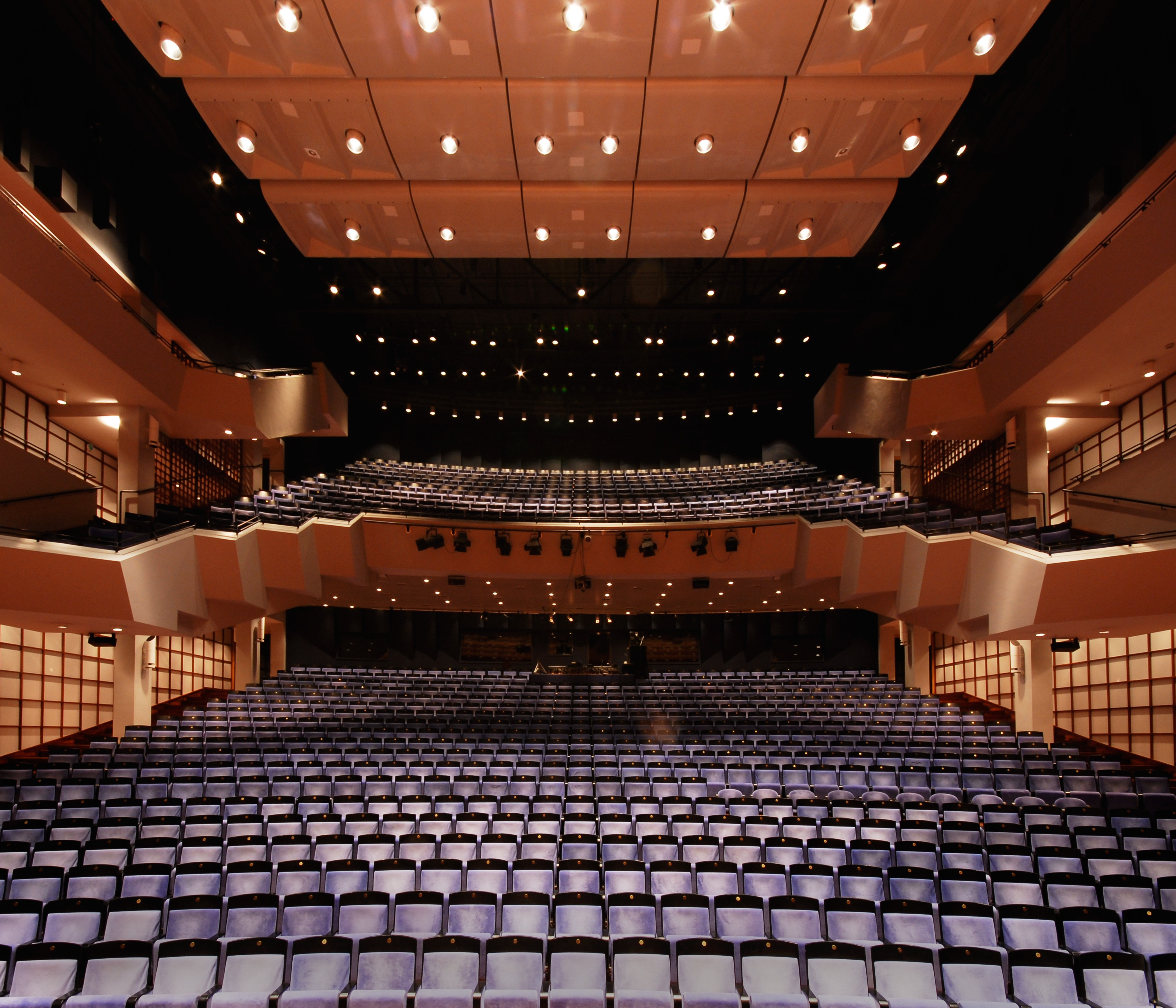
Olavshallen, current home of the Orchestra Sinfonica Trondheim

Il gruppo precursore dell'Orchestra Sinfonica di Trondheim tenne il suo primo concerto il 10 dicembre 1909, presso la Frimurerlogen ('Loggia massonica') di Trondheim, con un organico di 29 musicisti. Fino al 1920, le attività musicali dell'orchestra erano modeste, ma questo cambiò nel 1930, con un aumento della disponibilità dei musicisti meglio dotati e maggiori sussidi finanziari, per consentire una migliore (anche se non abbondante) retribuzione per i musicisti dell'orchestra. Durante la seconda guerra mondiale, la Frimurerlogen fu ribattezzata Deutsches Haus, mentre il paese era sotto l'occupazione tedesca, e l'orchestra dava concerti in varie chiese di Trondheim. Dopo la seconda guerra mondiale, l'orchestra tornò al Frimurerlogen come sua sede stabile e vi rimase fino al 1989.

### Dal dopoguerra fino al 1989
Nel 1947, l'orchestra creò i primi posti a tempo pieno per i musicisti, che portò alla costituzione della Trondheim Chamber Orchestra. Nel 1952, l'orchestra istituì il Prinsesse Astrids musikkpris (Premio musicale della principessa Astrid) per premiare giovani musicisti norvegesi di talento, primo vincitore il pianista Kjell Bækkelund. Questo concorso continua fino ad oggi e si tiene ogni due anni. Nel 1962 la Radio norvegese (NRK) e lo stato della Norvegia presero formalmente il controllo dell'orchestra.
Nel 1989, la Olavshallen fu completata, e l'orchestra quell'anno si trasferì da Frimurerlogen alla nuova sala da concerto. L'orchestra è attualmente composta da circa 85 musicisti e dà circa 100 concerti all'anno. Nel 2009 l'orchestra ha iniziato a sviluppare un'opera professionale e un dipartimento del teatro musicale.

## L'orchestra oggi
Attuale direttore principale dell'orchestra è Krzysztof Urbanski, che fece la sua prima apparizione come direttore ospite dell'orchestra nel settembre 2009 e fu nominato suo prossimo direttore principale quello stesso mese, a valere dalla stagione 2010-2011, con un contratto iniziale di 3 anni. A seguito di un prolungamento del suo contratto iniziale per altri 2 anni al 2015, nel maggio del 2014, il suo contratto con Trondheim fu ulteriormente esteso al 2017. È previsto che concluda il suo mandato con Trondheim al termine della stagione 2016-2017. Attuale direttore ospite principale dell'orchestra è Han-na Chang, a partire dalla stagione 2013-2014. Nel mese di marzo 2016 l'orchestra ha annunciato la nomina di Chang come suo prossimo direttore principale, efficace con la stagione 2017-2018. È il primo direttore donna a essere nominato direttore principale dell'orchestra.

## Direttori artistici e d'orchestra
- Morten Svendsen (1909–1922)
- S.A. Withammer (1922–1930)
- Håkon Hoem (1930-1946)
- Olav Kielland (1946–1947)
- Arvid Fladmoe (1947–1950)
- Finn Audun Oftedal (1950–1981)
- Jiri Starek (1981–1984)
- Leonid Grin (1985)
- Ole Kristian Ruud (1987–1995)
- Daniel Harding (1997–2000)
- Eivind Aadland (2003–2010)
- Krzysztof Urbanski (2010-attuale)